# Great Chagos Bank
Die Great Chagos Bank (dt. etwa Große Chagosbank) liegt genau in der Mitte des Chagos-Archipels. Sie liegt ungefähr 500 km südlich der Malediven und ist mit 12.642 km² die größte zusammenhängende Atollgruppe weltweit. Die Lagune ist durchschnittlich 75 Meter tief; die größte Tiefe beträgt 90 Meter.
Die acht Inseln liegen am Rand des Atolls, eine im Norden (Nelsons Island) und die anderen am westlichen Rand. Die gesamte Landfläche beträgt 4,5 km². Die Great Chagos Bank gehört administrativ zum Britischen Territorium im Indischen Ozean und soll nach einer Einigung im Oktober 2024 an Mauritius übergeben werden.
Die Inseln im Uhrzeigersinn, beginnend im Süden sind:
- Danger Island
- Eagle Islands (Îles Aigle)
  - Sea Cow Island (Île Vache Marine)
  - Eagle Island (Île Aigle)
- Three Brothers (Trois Frères)
  - South Brother Island (Île du Sud)
  - Resurgent Island
  - Middle Brother Island (Île du Mileu)
  - North Brother Island (Île du Nord)
- Nelsons Island